# Drežnik (gmina Kostel)
Drežnik – wieś w Słowenii, w gminie Kostel. W 2018 roku liczyła 4 mieszkańców.